# AGM-45 Shrike

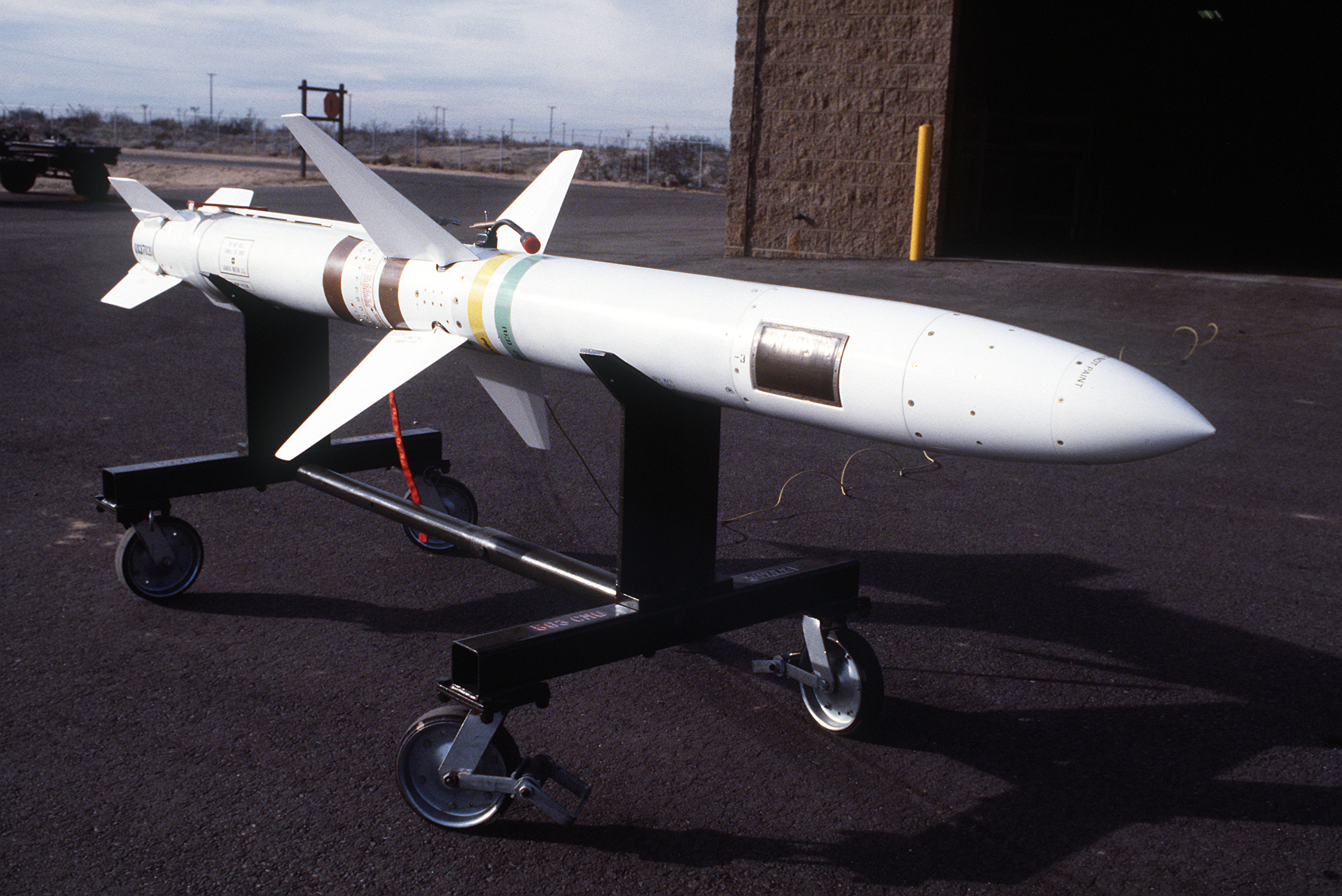
AGM-45 Shrike.

El AGM-45 Shrike es un misil antirradiación de origen estadounidense diseñado para destruir radares antiaéreos enemigos. El Shrike fue desarrollado por el Centro de Armamento Naval en China Lake en el año 1963 uniendo una cabeza buscadora al cuerpo del cohete de un AIM-7 Sparrow. Fue dado de baja por Estados Unidos en el año 1992 y en una fecha desconocida por la Fuerza Aérea Israelí y ha sido reemplazado por el misil AGM-88 HARM. Las Fuerzas de Defensa de Israel desarrolló una versión del Shrike que podía ser lanzada desde tierra y estaba montada en un chasis de un M4 Sherman conocida como Kilshon (hebreo para Tridente).

## Historia
El Shrike fue empleado por la Armada por primera vez durante la Guerra de Vietnam en el año 1965 usando el A-4 Skyhawk. La Fuerza Aérea adoptó el arma al año siguientes usándola desde el avión de supresión de defensas aéreas enemigas F-105F y G Thunderchief Wild Weasel y posteriormente el F-4 Phantom II en el mismo rol. El alcance era nominalmente más corto que el de los misiles antiaéreos SA-2 Guideline contra los que fue usado, aunque fue una gran mejora sobre el método anterior de atacar los sitios de defensa antiaérea con cohetes y bombas desde los aviones F-100F Super Sabre. Normalmente un Shrike era lanzado a aproximadamente 30 grados sobre el horizonte hacia el radar Fan Song a aproximadamente 15 millas (25 km) de distancia para un tiempo de vuelo de 50 segundos. Las tácticas cambiaron durante las campañas de 1966 y 1967 hasta la llegada del AGM-78 Standard ARM. Esta nueva arma permitía lanzamientos desde distancias significativamente más grandes con un perfil de ataque mucho más fácil, ya que el ARM podía ser lanzado hasta 180 grados de desviación del blanco y aún esperar un impacto en el blanco y su velocidad le permitía viajar más rápido que el SA-2. Incluso después de que el AGM-78 entrara en servicio, los Weasel aún llevaban el Shrike ya que el ARM costaba aproximadamente US$200.000, mientras que un Shrike costaba solo US$7000. Si los pilotos de la Fuerza Aérea de Estados Unidos usaban un ARM ellos tenían que llenar un largo formulario durante la revisión de la misión. Una carga mayormente estándar para el F-105G era un tanque de combustible central de 650 galones estadounidenses (2.500 litros), dos AGM-78 en los pilones internos y dos Shrike en los pilones externos. La mezcla variaba ligeramente por los contenedores de perturbación y ocasionalmente misiles AIM-9 Sidewinder pero esa era la configuración básica.
Aunque el misil Shrike no entró en servicio regular con el Reino Unido, fue proporcionado a la RAF para que lo usara en la Guerra de las Malvinas en el año 1982. Los Shrike de la RAF fueron instalados a bombarderos Vulcan modificados con el propósito de atacar a las instalaciones de radar argentinas durante la Operación Black Buck. El blanco principal era un radar 3d de largo alcance Westinghouse AN/TPS-43 que la Fuerza Aérea Argentina desplegó durante abril para vigilar el espacio aéreo que rodeaba a las Malvinas. Los operadores argentinos eran conscientes del uso de esto misiles antirradar y simplemente lo apagaban cuando se aproximaban los Vulcan. Este radar permanecería intacto durante todo el conflicto. Sin embargo, las defensas aéreas permanecieron operacionales durante los ataques y los Shrike impactaron a dos de los radares de control de fuego que eran menos valiosos y que fueron rápidamente reemplazados. También, después de un aterrizaje de emergencia de un Vulcan realizado en Río de Janeiro, las autoridades brasileñas confiscaron un Shrike que nunca fue retornado.
Aproximadamente 95 AGM-45 fueron usados en el año 1991 durante la Operación Desert Storm contra las defensas aéreas iraquíes, principalmente por los F-4G.

## Variantes
Las limitaciones del Shrike estaban caracterizadas principalmente por el hecho de que cada una de las subvariantes estaba sintonizada a una banda de radar diferente. El ángulo de apertura, usado para priorizar los blancos, estaba incluido en cada subvariante del AGM-45A y B después del A-2 y B-2. También era lento y su cabeza de guerra carecía de potencia lo que hacía difícil la evaluación de daños, así como la capacidad de infligir cualquier daño a los furgones del radar Fan Song más allá de un disco de radar destrozado, un ítem fácil de reemplazar o reparar. El corto alcance, combinado con su falta de velocidad (comparada a la del misil SA-2) hacía que los ataques con este misil fueran difíciles. El misil tenía que estar bien dentro del alcance de los misiles antiaéreos y si un misil antiaéreo era disparado este llegaría primero al avión. También el misil tenía poca tolerancia y tenía que ser lanzado a no más de + o - 3 grados de desviación del blanco. A muchos pilotos en Vietnam no les gustaba el Shrike debido a sus limitaciones y a su tasa de éxito de alrededor de un 25%.
Las diferencias entre el AGM-45A y B estaban en el motor cohete usado, y las cabezas de guerra que se podían instalar. El AGM-45A usaba el motor Rocketdyne Mk 39 Mod 0 (o aparentemente en algunos casos el motor Aerojet Mk 53 Mod 1), mientras que el AGM-45B usaba el motor Aerojet Mk 78 Mod 0 que aumentaba significativamente el alcance del misil. En relación con las cabezas de guerra, las Mk 5 Mod 0, Mk 86 Mod 0 y WAU-8/B podían ser instaladas en el AGM-45A y eran del tipo explosión-fragmentación. El AGM-45B hacía uso de las cabezas de guerra mejoradas Mk 5 Mod 1 y Mk 86 Mod 1, así como de la WAU-9/B, también todas del tipo explosión-fragmentación.
La siguiente tabla proporciona información sobre que bandas de radar estaban asociadas con secciones de guía específicas y la designación de la subvariante.
| Designación           | Sección de guía  | Bandas atacadas             |
| --------------------- | ---------------- | --------------------------- |
| AGM-45A-1             | Mk 23 Mod 0      | Banda E/F                   |
| AGM-45A-2 AGM-45B-2   | Mk 22 Mod 0/1/2  | Banda G                     |
| AGM-45A-3 AGM-45B-3   | Mk 24 Mod 0/1/34 | Banda E/F Amplia            |
| AGM-45A-3A AGM-45B-3A | Mk 24 Mod 2/5    | Banda E/F Estrecha          |
| AGM-45A-3B AGM-45B-3B | Mk 24 Mod 3      | Banda E/F                   |
| AGM-45A-4 AGM-45B-4   | Mk 25 Mod 0/1    | Banda G                     |
| AGM-45A-6 AGM-45B-6   | Mk 36 Mod 1      | Banda I                     |
| AGM-45A-7 AGM-45B-7   | Mk 37 Mod 0      | Banda E/F                   |
| AGM-45A-9 AGM-45B-9   | Mk 49 Mod 0      | Banda I                     |
| AGM-45A-9A AGM-45B-9A | Mk 49 Mod 1      | Banda I, "desplazamiento G" |
| AGM-45A-10 AGM-45B-10 | Mk 50 Mod 0      | Banda E a la banda I        |

Un Shrike impactando contra un blanco simulado.

Por razones desconocidas, las variantes -5 y -8 no fueron producidas.